# جانی نش

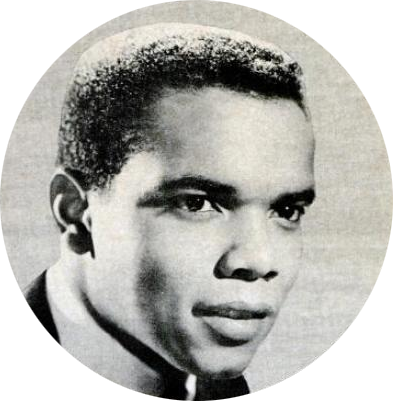

جانی نش (به انگلیسی: Johnny Nash) (زاده ۱۹ اوت ۱۹۴۰ - درگذشته ۶ اکتبر ۲۰۲۰) خواننده و ترانه‌سرای آمریکایی سبک پاپ بود. شهرت این خواننده بیشتر به خاطر آلبوم «حالا من می‌توانم به وضوح ببینم» (به انگلیسی: I Can See Clearly Now) بود. او همچنین نخستین خواننده غیر جامائیکایی بود که توانست در شهر کینگستون در جامائیکا کاری در سبک رگا ارائه دهد
جانی نش در شهر هوستون ایالت تگزاس به دنیا آمد. او در دهه پنجاه به عنوان یک خواننده پاپ، پا به دنیای خوانندگی گذاشت. او همچنین در فیلمی به نام «گامی بزرگ بردار» ایفای نقش و در فستیوال بین‌المللی فیلم لوکارنو جایزه دریافت کرد.
او در ۶ اکتبر ۲۰۲۰ پس از یک دوره بیماری، در خانه خود درگذشت.